# Giovanni Paolo Colonna

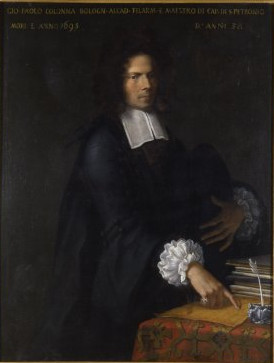
Giovanni Paolo Colonna, von Giovanni Maria Viani, Sammlung des Museo internazionale e biblioteca della musica.

Giovanni Paolo Colonna (* 16. Juni 1637 in Bologna; † 28. November 1695 ebenda) war ein italienischer Organist, Kapellmeister und Komponist.

## Biografie
Giovanni Paolo Colonna erhielt eine erste Ausbildung von seinem Vater, dem Orgelbauer Antonio dal Corno Colonna, und beim Organisten Agostino Filippuzzi in Bologna. Danach studierte er ab 1656 in Rom. Zu seinen Lehrern zählten Antonio Maria Abbatini, Orazio Benevoli und Giacomo Carissimi. Nach seiner Ausbildung war er zunächst neben Carissimi an der Jesuitenkirche des Collegium Germanicum als Organist tätig. Im September 1658 kehrte er in seine Heimatstadt zurück, wo er an der Basilika San Petronio eine Anstellung als zweiter Organist erhielt. 1661 wurde er erster Organist, 1671 Vizekapellmeister und ab November 1674 ging er als erster Kapellmeister aus einem Wettbewerb hervor, an dem sich zahlreiche bedeutende Musiker aus Norditalien beteiligten. Zwischen 1666 und 1688 war er, wie vorher sein Vater, für den Unterhalt und das Stimmen der Orgeln in San Petronio verantwortlich. Colonna war Mitbegründer der Accademia dei Filarmonici, der Vorläuferin der Accademia Filarmonica, zu deren Principe er viermal gewählt wurde. Zu seinen Schülern zählen die Brüder Giovanni und Antonio Maria Bononcini, Giacomo Cesare Predieri, Annibale Frabetti, Giuseppe Felice Tosi, Francesco Gasparini sowie Francesco Antonio Urio und Giovanni Carlo Clari. Die beiden Letztgenannten hatten während Georg Friedrich Händels Italienreise Einfluss auf dessen weiteres Schaffen.
Giovanni Paolo Colonna schuf eine große Anzahl geistlicher Vokalwerke, darunter 13 Oratorien, von denen sechs erhalten sind. Drei seiner insgesamt fünf Opern kamen in seiner Geburtsstadt zur Aufführung. Er wird zu den bedeutenden italienischen Kirchenmusikern seiner Zeit gezählt.